# Aleksander Emil Ulrych
Aleksander Ulrych (ur. 1 kwietnia 1886 w Turku, zm. 29 kwietnia 1945 w Weimarze w Buchenwaldzie) – polski polityk, poseł na Sejm III kadencji II RP, przedsiębiorca, działacz AK, więzień Buchenwaldu.

## Życiorys
Urodził się w zamożnej rodzinie kupieckiej wyznania luterańskiego i o korzeniach niemieckich, osiadłej od paru pokoleń w okolicach Kalisza. Był synem Emila i Berty ze Starków, starszym bratem polityka i wojskowego II RP Juliusza Ulrycha. Pierwsze nauki pobierał w Kaliszu. Po ukończeniu szkoły realnej wstąpił jako ochotnik do armii Imperium Rosyjskiego, pragnąc zostać zawodowym oficerem, ale wkrótce porzucił ten zamiar i podjął naukę zawodu kupieckiego w znanej warszawskiej firmie delikatesowej „Bracia Pakulscy”. Mając 24 lata otworzył własny sklep delikatesowy w Kaliszu, wówczas jeszcze na przedmieściach, co uchroniło go przed utratą majątku, gdyż całe śródmieście Kalisza zostało zniszczone przez bombardowanie artylerii niemieckiej w sierpniu 1914.
Korzystając z przychylnej koniunktury po odzyskaniu przez Polskę niepodległości, Ulrych rozwinął poważnie swą działalność gospodarczą: zakupił dwie parcele (na jednej z nich stał przedtem, przed zburzeniem miasta, rodzinny dom Adama Asnyka) przy najbardziej ruchliwej ulicy Kalisza i wybudował istniejącą do dziś i pozostającą własnością rodziny pokaźną kamienicę, otworzył wielki sklep delikatesowy w centrum miasta, uzyskał monopol importu kawy i herbaty z Ameryki Środkowej na całą Polskę i przedstawicielstwo importu ekskluzywnych win francuskich do Polski Zachodniej, wysyłając wina ze swej rozlewni nawet do Niemiec, do Wrocławia.

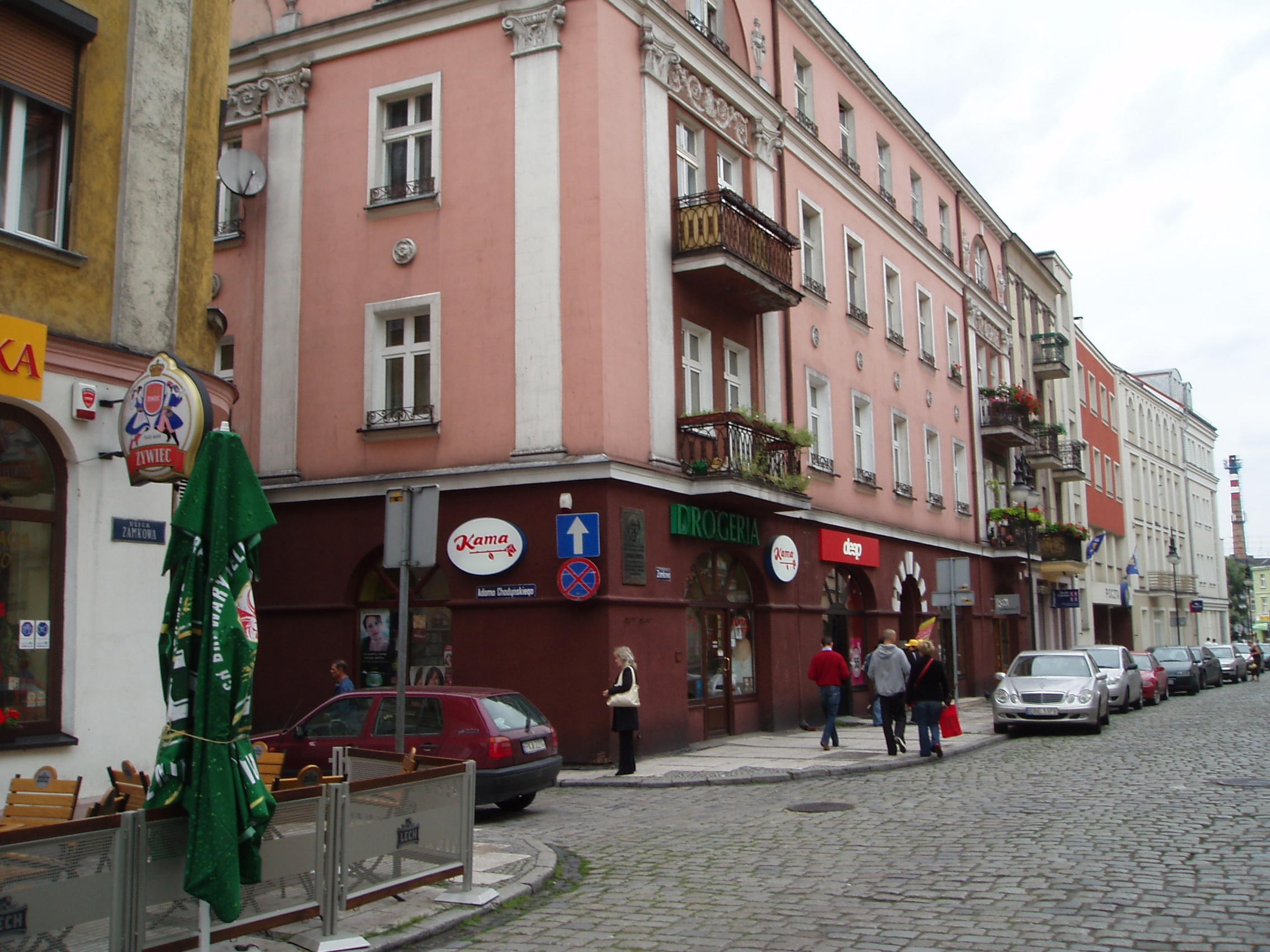
Kamienica A. Ulrycha w Kaliszu, 2007

Bliski przyjaciel Walerego Sławka, Ulrych był przez dwie kadencje w latach 30. XX wieku posłem ziemi kaliskiej na Sejm z listy BBWR. Od 1916 był również członkiem Rady Miejskiej miasta Kalisza i w 1929 głównym założycielem Komunalnej Kasy Oszczędności (KKO) rodzinnego grodu.
Po inwazji niemieckiej Ulrych odmówił podpisania volkslisty, został przez władze niemieckie pozbawiony całego majątku i przeniósł się z polecenia AK do Wrocławia, gdzie pracował u swych dawnych partnerów handlowych w firmie Julius Meinl Delikatessen i koordynował jednocześnie administrację AK na terenach włączonych do Rzeszy i przyległych z władzami organizacji w GG. Utrzymując nadal kontakty handlowe z firmą Pakulskich, mógł się swobodnie poruszać między Rzeszą a Generalnym Gubernatorstwem. Żona, przesiedlona przez okupanta na przedmieścia Kalisza, pozostała w tym mieście.
Aresztowany w listopadzie 1944 przez wrocławskie Gestapo, prawdopodobnie dzięki donosowi jakiegoś prowokatora, był przez sześć tygodni przesłuchiwany w siedzibie Gestapo, po czym skierowano go do obozu koncentracyjnego w Buchenwaldzie, gdzie zmarł z wyczerpania 18 dni po wyzwoleniu obozu przez armię USA. Amerykanie pochowali go w indywidualnym grobie, ale władze NRD przeniosły później jego szczątki, w związku z budową pomnika, do grobu masowego.
W 1911 Aleksander Ulrych poślubił Amelię z domu Freyer (1892–1962) i miał z nią dwoje dzieci, Janusza (1913–1940), przed 1939 dziennikarza PAT, żołnierza Polskich Sił Zbrojnych w Brygadzie Strzelców Karpackich, zmarłego śmiercią tragiczną w Anglii i pochowanego w szkockim Perth, i córkę Danutę Zofię zam. Trzaska-Truszkowską (1920–2002), uczestniczkę powstania warszawskiego, zmarłą w Kaliszu i pochowaną nieopodal grobu matki na tamtejszym cmentarzu ewangelickim.

## Ordery i odznaczenia
- Złoty Krzyż Zasługi (30 listopada 1929)[1]